# Sunwing Airlines
Sunwing Airlines es una aerolínea canadiense con sede principal en Etobicoke, Toronto, Ontario. El 1 de mayo de 2023, WestJet  anunció que había completado la adquisición de Sunwing Airlines.

## Destinos

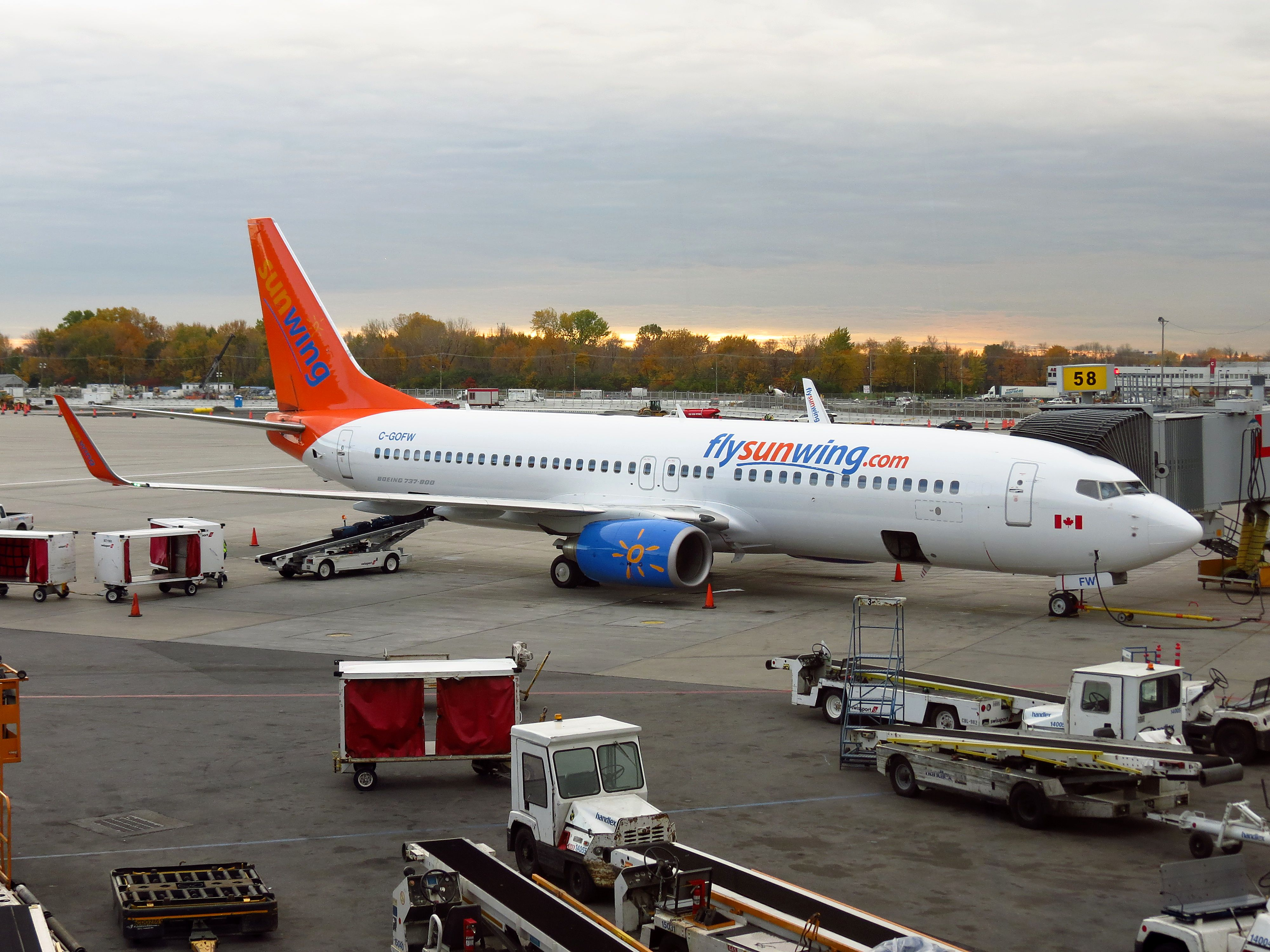
Un Boeing 737-800 de Sunwing Airlines en el Aeropuerto Internacional Pierre Elliott Trudeau. El aeropuerto sirve como base canadiense para la aerolínea.

Sunwing Airlines vuela a varios destinos vacacionales en el Caribe, México y Centroamérica. Los destinos más populares incluyen Varadero, Punta Cana, Cancún y Montego Bay. Su empresa matriz, Sunwing Travel Group, es el mayor proveedor de viajes de Cuba a nivel internacional y envía más de 700,000 vacacionistas al destino cada año.
En Canadá, la aerolínea opera varias rutas nacionales, incluidos Toronto a Vancouver, que opera diariamente a partir del verano de 2015, además de mantener servicio durante todo el año a sus destinos más populares. Otras conexiones incluyen Deer Lake, Gander y San Juan de Terranova desde Toronto. A partir del verano de 2015, la aerolínea operaba servicios a destinos del Caribe desde Atlanta, Baltimore, Charlotte, Cincinnati, Columbus, Houston, Lansing, Milwaukee, Nashville, Nueva Orleans, Newark, Filadelfia, Pittsburgh y Rockford.
En verano, Sunwing Airlines envía muchos de sus aviones 737-800 a Europa para operar para TUI Group y Smartwings durante su temporada extremadamente ocupada. Los aviones operan vuelos por toda Europa para las dos compañías. Esto se corresponde durante los meses de invierno con Tui y Smartwings enviando varios aviones a Canadá para operar rutas de Sunwing.
Sunwing tenía un acuerdo con la aerolínea de bajo costo Swoop que permitía a los pasajeros de Hamilton, Londres, Edmonton, Abbotsford y Winnipeg reservar paquetes de vacaciones de Sunwing con vuelos de Swoop.
| Ciudad                       | Nombre del aeropuerto                                       |              |              |              |              |
| Norteamérica                 | Norteamérica                                                | Norteamérica | Norteamérica | Norteamérica | Norteamérica |
| ---------------------------- | ----------------------------------------------------------- | ------------ | ------------ | ------------ | ------------ |
| Canadá                       |                                                             |              |              |              |              |
| Bagotville                   | Base de la fuerza aérea canadiense de Bagotville            |              |              |              |              |
| Calgary                      | Aeropuerto Internacional de Calgary                         |              |              |              |              |
| Charlottetown                | Aeropuerto de Charlottetown                                 |              |              |              |              |
| Deer Lake                    | Aeropuerto de Deer Lake                                     |              |              |              |              |
| Edmonton                     | Aeropuerto Internacional de Edmonton                        |              |              |              |              |
| Fredericton                  | Aeropuerto del Gran Fredericton                             |              |              |              |              |
| Gander                       | Aeropuerto Internacional de Gander                          |              |              |              |              |
| Halifax                      | Aeropuerto Internacional de Halifax Stanfield               |              |              |              |              |
| Kelowna                      | Aeropuerto Internacional de Kelowna                         |              |              |              |              |
| Kitchener                    | Aeropuerto Internacional de la Región de Waterloo           |              |              |              |              |
| London                       | Aeropuerto Internacional de London                          |              |              |              |              |
| Moncton                      | Aeropuerto Internacional del Gran Moncton                   |              |              |              |              |
| Mont-Joli                    | Aeropuerto de Mont-Joli                                     |              |              |              |              |
| Montreal                     | Aeropuerto Internacional Pierre Elliott Trudeau Hub         |              |              |              |              |
| North Bay                    | Aeropuerto de North Bay                                     |              |              |              |              |
| Ottawa                       | Aeropuerto Internacional de Ottawa                          |              |              |              |              |
| Quebec City                  | Aeropuerto Internacional Jean-Lesage de Quebec              |              |              |              |              |
| Regina                       | Aeropuerto Internacional de Regina                          |              |              |              |              |
| Saint John                   | Aeropuerto de Saint John                                    |              |              |              |              |
| Saskatoon                    | Aeropuerto Internacional de Saskatoon John G. Diefenbaker   |              |              |              |              |
| Sault Ste. Marie             | Aeropuerto de Sault Ste. Marie                              |              |              |              |              |
| San Juan de Terranova        | Aeropuerto Internacional de San Juan de Terranova           |              |              |              |              |
| Sept-Îles                    | Aeropuerto de Sept-Îles                                     |              |              |              |              |
| Stephenville                 | Aeropuerto Internacional de Stephenville                    |              |              |              |              |
| Sudbury                      | Aeropuerto de Sudbury                                       |              |              |              |              |
| Thunder Bay                  | Aeropuerto Internacional de Thunder Bay                     |              |              |              |              |
| Toronto                      | Aeropuerto Internacional Toronto Pearson Hub                |              |              |              |              |
| Val-d'Or                     | Aeropuerto de Val-d'Or                                      |              |              |              |              |
| Vancouver                    | Aeropuerto Internacional de Vancouver                       |              |              |              |              |
| Victoria                     | Aeropuerto Internacional de Victoria                        |              |              |              |              |
| Windsor                      | Aeropuerto de Windsor                                       |              |              |              |              |
| Winnipeg                     | Aeropuerto Internacional James Armstrong Richardson         |              |              |              |              |
| Estados Unidos               |                                                             |              |              |              |              |
| Boston                       | Aeropuerto Internacional Logan                              |              |              |              |              |
| Búfalo                       | Aeropuerto Internacional de Búfalo-Niágara                  |              |              |              |              |
| Fort Lauderdale              | Aeropuerto Internacional de Fort Lauderdale-Hollywood       |              |              |              |              |
| Las Vegas                    | Aeropuerto Internacional Harry Reid                         |              |              |              |              |
| Miami                        | Aeropuerto Internacional de Miami                           |              |              |              |              |
| Milwaukee                    | Aeropuerto Internacional General Mitchell                   |              |              |              |              |
| Nashville                    | Aeropuerto Internacional de Nashville                       |              |              |              |              |
| Newark                       | Aeropuerto Internacional Libertad de Newark                 |              |              |              |              |
| Orlando                      | Aeropuerto Internacional de Orlando                         |              |              |              |              |
| San Petersburgo              | Aeropuerto Internacional de San Petersburgo-Clearwater      |              |              |              |              |
| México                       |                                                             |              |              |              |              |
| Acapulco                     | Aeropuerto Internacional de Acapulco                        |              |              |              |              |
| Cancún                       | Aeropuerto Internacional de Cancún                          |              |              |              |              |
| Ciudad de México             | Aeropuerto Internacional Felipe Ángeles                     |              |              |              |              |
| Cozumel                      | Aeropuerto Internacional de Cozumel                         |              |              |              |              |
| Ixtapa                       | Aeropuerto Internacional de Ixtapa-Zihuatanejo              |              |              |              |              |
| Huatulco                     | Aeropuerto Internacional de Bahías de Huatulco              |              |              |              |              |
| Los Cabos                    | Aeropuerto Internacional de Los Cabos                       |              |              |              |              |
| Manzanillo                   | Aeropuerto Internacional de Manzanillo                      |              |              |              |              |
| Mazatlán                     | Aeropuerto Internacional General Rafael Buelna              |              |              |              |              |
| Puerto Vallarta              | Aeropuerto Internacional de Puerto Vallarta                 |              |              |              |              |
| Centroamérica                |                                                             |              |              |              |              |
| Guatemala                    |                                                             |              |              |              |              |
| Ciudad de Guatemala          | Aeropuerto Internacional La Aurora (Charter Estacional)     |              |              |              |              |
| Costa Rica                   |                                                             |              |              |              |              |
| Liberia                      | Aeropuerto de Guanacaste                                    |              |              |              |              |
| Honduras                     |                                                             |              |              |              |              |
| La Ceiba                     | Aeropuerto Internacional Golosón                            |              |              |              |              |
| Roatán                       | Aeropuerto Internacional Juan Manuel Gálvez                 |              |              |              |              |
| Tegucigalpa                  | Aeropuerto Internacional de Palmerola                       |              |              |              |              |
| Panamá                       |                                                             |              |              |              |              |
| Ciudad de Panamá             | Aeropuerto Internacional de Tocumen                         |              |              |              |              |
| Rio Hato                     | Aeropuerto Internacional Scarlett Martínez                  |              |              |              |              |
| El Caribe                    |                                                             |              |              |              |              |
| Aruba                        |                                                             |              |              |              |              |
| Oranjestad                   | Aeropuerto Internacional Reina Beatrix                      |              |              |              |              |
| Bahamas                      |                                                             |              |              |              |              |
| Freeport                     | Aeropuerto Internacional de Grand Bahama                    |              |              |              |              |
| Nasáu                        | Aeropuerto Internacional Lynden Pindling                    |              |              |              |              |
| Caribe Neerlandés            |                                                             |              |              |              |              |
| Kralendijk                   | Aeropuerto Internacional Flamingo                           |              |              |              |              |
| Cuba                         |                                                             |              |              |              |              |
| Camagüey                     | Aeropuerto Internacional Ignacio Agramonte                  |              |              |              |              |
| Cayo Coco                    | Aeropuerto Internacional de Jardines del Rey                |              |              |              |              |
| Cienfuegos                   | Aeropuerto Internacional Jaime González                     |              |              |              |              |
| Holguín                      | Aeropuerto Internacional Frank País                         |              |              |              |              |
| La Habana                    | Aeropuerto Internacional José Martí                         |              |              |              |              |
| Manzanillo                   | Aeropuerto Internacional Sierra Maestra                     |              |              |              |              |
| Santa Clara                  | Aeropuerto Internacional Abel Santamaría                    |              |              |              |              |
| Santiago de Cuba             | Aeropuerto Internacional de Santiago de Cuba                |              |              |              |              |
| Varadero                     | Aeropuerto Juan Gualberto Gómez                             |              |              |              |              |
| Curazao                      |                                                             |              |              |              |              |
| Willemstad                   | Aeropuerto Internacional Hato                               |              |              |              |              |
| Islas Caimán                 |                                                             |              |              |              |              |
| George Town                  | Aeropuerto Internacional Owen Roberts                       |              |              |              |              |
| Jamaica                      |                                                             |              |              |              |              |
| Montego Bay                  | Aeropuerto Internacional Sir Donald Sangster                |              |              |              |              |
| Puerto Rico                  |                                                             |              |              |              |              |
| San Juan                     | Aeropuerto Internacional Luis Muñoz Marín                   |              |              |              |              |
| República Dominicana         |                                                             |              |              |              |              |
| La Romana                    | Aeropuerto Internacional de La Romana                       |              |              |              |              |
| Puerto Plata                 | Aeropuerto Internacional Gregorio Luperón                   |              |              |              |              |
| Punta Cana                   | Aeropuerto Internacional de Punta Cana                      |              |              |              |              |
| Samaná                       | Aeropuerto Internacional Presidente Juan Bosch              |              |              |              |              |
| San Vicente y las Granadinas |                                                             |              |              |              |              |
| Kingstown                    | Aeropuerto Internacional de Argyle                          |              |              |              |              |
| San Martín                   |                                                             |              |              |              |              |
| Philipsburg                  | Aeropuerto Internacional Princesa Juliana                   |              |              |              |              |
| Santa Lucía                  |                                                             |              |              |              |              |
| Vieux Fort                   | Aeropuerto Internacional Hewanorra                          |              |              |              |              |
| Sudamérica                   |                                                             |              |              |              |              |
| Colombia                     |                                                             |              |              |              |              |
| San Andrés                   | Aeropuerto Internacional Gustavo Rojas Pinilla (San Andrés) |              |              |              |              |
| Europa                       |                                                             |              |              |              |              |
| Francia                      |                                                             |              |              |              |              |
| París                        | Aeropuerto de París-Charles de Gaulle                       |              |              |              |              |

## Servicios a bordo
En el pasado, Sunwing ofrecía comidas en vuelos más largos, pero el menú actual (2023) ofrece refrigerios ligeros y refrescos de un menú de pago por uso.

## Flota

### Flota actual
A marzo de 2025, la flota de Sunwing Airlines consiste en las siguientes aeronaves, con una edad media de 12.1 años:
| Avión            | En servicio | Órdenes | Pasajeros | Notas                                                                                    |  |
| ---------------- | ----------- | ------- | --------- | ---------------------------------------------------------------------------------------- |  |
| Boeing 737-800   | 23          | —       | 189       | 9 en arrendamiento estacional de Smartwings 5 en arrendamiento estacional de TUI Airways |  |
| Boeing 737 MAX 8 | 9           | —       | 189       |                                                                                          |  |
| Total            | 32          | —       |           |                                                                                          |  |

A principios de 2015, se anunció que Sunwing había finalizado un acuerdo para adquirir dos aviones Boeing 737-800 y cuatro Boeing 737 MAX8 a Air Lease Corporation en un contrato de $350 millones. Las aeronaves serán suministradas durante un período de cuatro años a partir de principios de 2016.
El primer Boeing 737-8 MAX se entregó a la aerolínea en mayo de 2018.